# Science Team Bird Soldier White
Super Heroine Violence - Science Team Bird Soldier White (スーパーヒロインバイオレンス 科学鳥人隊バードソルジャーホワイト) es una película japonesa, del 26 de septiembre de 2008, producida por Zen Pictures. Es una película del género tokusatsu, de acción y aventuras, con artes marciales, protagonizado por Maya Sakita como la heroína Bird Soldier White. Está dirigido por Toru Kikkawa.
El idioma es en japonés, pero también está disponible con subtítulos en inglés, en DVD o descargable por internet.

## Argumento
Una de las componentes de la fuerza de élite Bird Soldier, la Bird Soldier blanca, pierde a su mejor amigo el Dr. Kitahara mientras lucha contra Galladine. Bird Soldier White buscará a su amigo en la guarida donde se esconde Galladine, donde se encontrará al Dr. Kitahara reconvertido en el Dr. Wildcut para luchar contra ella. White será dañada y capturada por los tentáculos de las serpientes espectrales de Galladine.

## Películas de las heroínas Bird Soldier
- Bird Soldier -DARK CLOUD- (2006)
- Bird Soldier -BRIGHT SKY- (2006)
- Bird Soldier 2nd Stage - Rising - (2007)
- Bird Soldier 2nd Stage - Sunset - (2007)
- Super Heroine Violence - Science Team Bird Soldier White (2008)
- Exciting Heroine Bird Fighter - Bird Pink in Crisis (2009)